# ジェイアール西日本コンサルタンツ
ジェイアール西日本コンサルタンツ株式会社（ジェイアールにしにほんコンサルタンツ）は、大阪府大阪市淀川区西中島に本社を置く建設コンサルタント会社で、鉄道技術に関するコンサルタントを主体としている。西日本旅客鉄道の子会社（連結子会社）である。

## 沿革
- 1988年6月20日 - 設立[2]。
- 2000年5月18日 - ISO 9001認証取得。